# Lesley Nicol

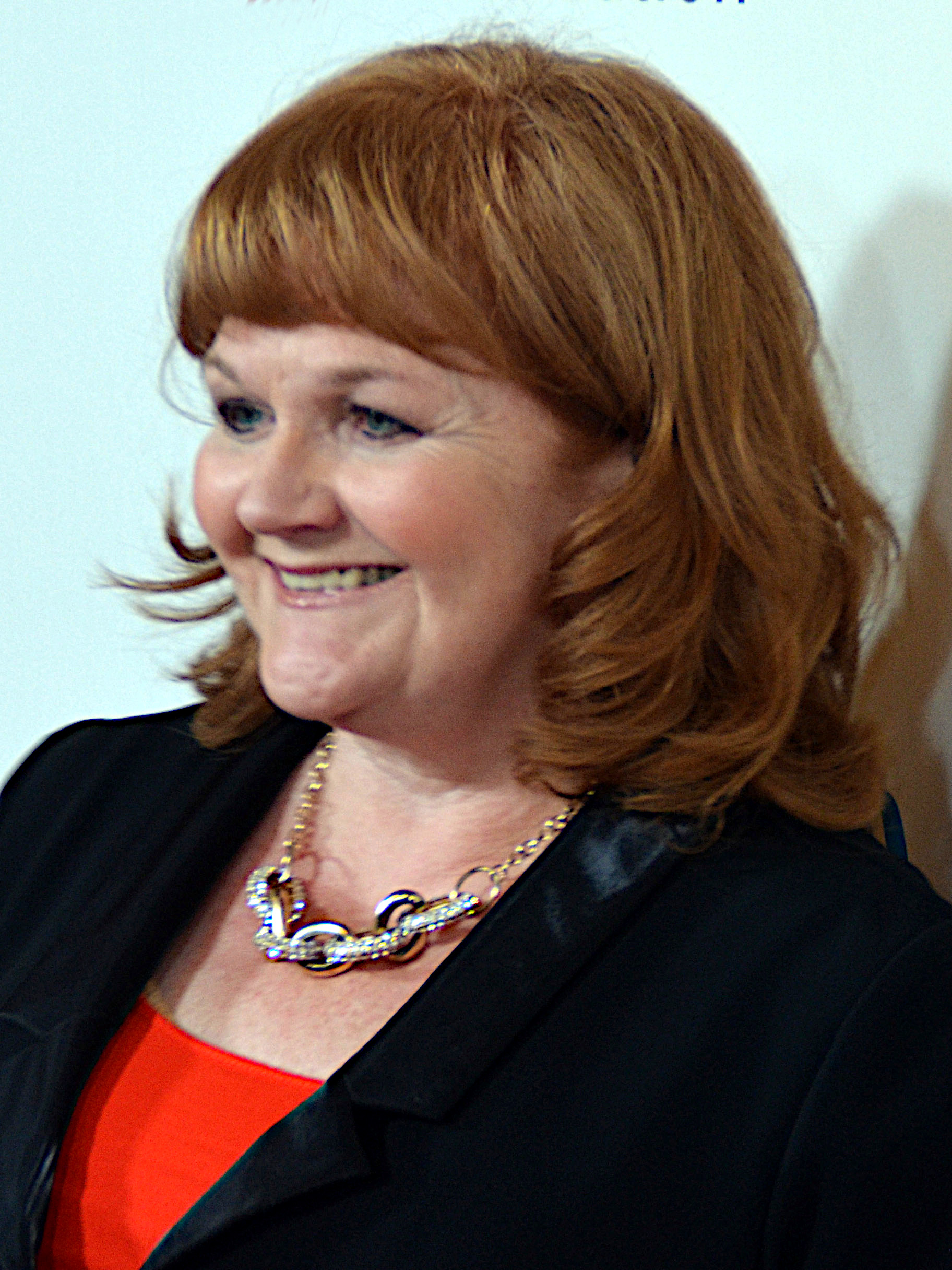
Lesley Nicol im November 2014

Lesley Nicol (* 7. August 1953 in Manchester, England) ist eine britische Film-, Theater- und Musical-Darstellerin.

## Leben
Lesley Nicol wuchs in Irlam, Lancashire, als Tochter eines schottischen Hausarztes und einer walisischen Schauspielerin auf. Bereits während der Schulzeit in Manchester arbeitete sie am Library Theatre. Im Anschluss absolvierte sie in den frühen 1970er Jahren eine dreijährige Ausbildung an der Londoner Guildhall School of Music and Drama. 
Seither ist sie als Schauspielerin tätig. Ihre Karriere als Musicaldarstellerin begann sie im Rock-Musical Jesus Christ Superstar. Nach Tätigkeiten in verschiedenen britischen Theatern trat sie im Londoner Theaterviertel West End auf, wo sie drei Jahre die Rosie im Jukebox-Musical Mamma Mia darstellte. In Our House war sie in der Rolle der Kath Casey zu sehen.
Seit Mitte der 1980er Jahre trat sie auch in verschiedenen Fernsehserien und Filmen auf. 1988 war sie in Die Chroniken von Narnia: Der König von Narnia als Frau Biber zu sehen. 1990 folgte die Rolle der Riesenkönigin in Die Chroniken von Narnia: Der silberne Sessel. Seit dem Jahr 2010 stellte sie in der britischen Fernsehserie Downton Abbey die Köchin Mrs. Patmore dar. Die Tierrechts-Aktivistin und Vegetarierin kann entgegen den Erwartungen ihrer Fans nicht besonders gut kochen, was bei der Erstellung eines Downton-Abbey-Kochbuchs für eine Wohltätigkeitsveranstaltung zu einigen Schwierigkeiten bei der Auswahl ihres Lieblingsrezeptes führte.
Lesley Nicol ist seit 2007 verheiratet.

## Filmografie (Auswahl)
- 1985: The Practice (Fernsehserie, 8 Episoden)
- 1986: Blackadder II (Fernsehserie, Episode 1x04)
- 1987: Brookside (Fernsehserie, Folge 1x437)
- 1987: Comeback (Fernsehfilm)
- 1988: Die Chroniken von Narnia: Der König von Narnia (The Chronicles of Narnia: The Lion, the Witch & the Wardrobe, Fernsehserie, 5 Episoden)
- 1990: Die Chroniken von Narnia: Der silberne Sessel (The Chronicles of Narnia: The Silver Chair, Fernsehserie, 2 Episoden)
- 1991–2008: The Bill (Fernsehserie, 4 Episoden)
- 1994–1995, 2008: Heartbeat (Fernsehserie, 5 Episoden)
- 1999: East is East
- 1999: Extremely Dangerous (Fernsehserie, 2 Episoden)
- 2002–2009: Doctors (Fernsehserie, 2 Episoden)
- 2005: Agatha Christie’s Marple (Fernsehserie, Episode 1x04)
- 2006: Hotel Babylon (Fernsehserie, Episode 1x04)
- 2007: Dead Clever: The Life and Crimes of Julie Bottomley (Fernsehfilm)
- 2008: Hancock & Joan (Fernsehfilm)
- 2010: West Is West
- 2010–2015: Downton Abbey (Fernsehserie, 52 Episoden)
- 2013: Once Upon a Time – Es war einmal … (Once Upon a Time, Fernsehserie, Episode 2x15)
- 2013: Free Birds – Esst uns an einem anderen Tag (Free Birds, Sprechrolle)
- 2013–2017: Sarah & Duck (Fernsehserie, 30 Episoden)
- 2014: Raising Hope (Fernsehserie. Episode 4x21)
- 2014: Hot in Cleveland (Fernsehserie, Episode 6x07)
- 2015: Supernatural (Fernsehserie, Episode 10x12)
- 2016: Ghostbusters
- 2016–2017: The Catch (Fernsehserie, 5 Episode)
- 2017: Captain Underpants – Der supertolle erste Film (Captain Underpants: The First Epic Movie, Sprechrolle)
- 2019: More Beautiful for Having Been Broken
- 2019: Beecham House (Fernsehserie, 6 Episoden)
- 2019: Downton Abbey
- 2020: The Boys (Fernsehserie, Episode 2x07)
- 2022: Father Brown (Fernsehserie, Episode 9x07)
- 2022: Downton Abbey II: Eine neue Ära (Downton Abbey: A New Era)
- 2022: Doc Martin (Fernsehserie, Episode 10x04)
- 2024: Unschuldig – Mr. Bates gegen die Post (Mr Bates vs the Post Office, Miniserie)